# 장루이 바로
장루이 바로(Jean-Louis Barrault, 1910년 9월 8일 ~ 1994년 1월 22일)는 프랑스의 연출가다.
뒤랭의 아트리에 극단에 들어가 팬터마임의 도쿠루라든가 안토낭 아르토와 알게 되어 1935년 이후 전위적인 팬터마임, 또는 소설의 각색에 의한 실험극을 해 보였다. 1936년, 코메디 프랑세즈의 호프였던 마들렌 르노와 결혼하고, 자신도 40년에는 코메디 프랑세즈로 들어가서 <죽은 여왕> <페도르>, 그리고 특히 <비단구두>를 연출했다. 1946년에는 독립적으로 르노 바로 극단을 만들고, 일찍이 오펜바흐가 세운 '마리니 극장'에 자리를 잡았다. 샹젤리제 가까이 가로수로 둘러싸인, 파리에서도 가장 호화스러운 이 대극장에서, 지드의 번역에 의한 <햄릿>을 스타트로, 라신에서부터 카프카, 몰리에르에서부터 아샤르, 지로두에서부터 사르트르에 이르기까지 폭넓은 상연 종목으로 인기를 모았는데, 특히 폴 클로델의 <크리스토프 콜롱의 서>의 연출에서 전체적 연극을 주장했다. 마침내 앙드레 말로 문화상의 알선으로 그때까지 코메디 프랑세즈의 제2극장이었던 '오데온 극장'에 초빙되어, 이를 테아트르 드 프랑스라고 개칭하고 코메디 프랑세즈에서 독립하였다. 바로는 그때까지의 성공작을 재연출하는 한편, 이오네스코나 베케트 등의 전위적인 작품을 대담하게 택하기도 하고, 사상이라든가 연극관을 달리하는 신진 연출가들에게 장소를 제공하는 등 현재의 프랑스 극계(劇界)의 중심적 존재가 되었다.

## 출연 작품
- 바렌느의 밤 (1982)
- 지상 최대의 작전 (1962)
- 코르들리에 박사의 유언 (1959)
- 만일 베르사유에서 내게 이야기했더라면 (1954)
- 영원과 욕설에 대한 논고 (1951)
- 라운더바우트 (1950)
- 천국의 아이들 (1945)
- 세느강의 몽마르트르 (1941)
- 이상한 드라마 (1937)
- 제니 (1936)